# Гейзел Тауншип (округ Лузерн, Пенсільванія)
Гейзел Тауншип (англ. Hazle Township) — селище (англ. township) в США, в окрузі Лузерн штату Пенсільванія. Населення — 10 160 осіб (2020).

## Демографія
Згідно з переписом 2010 року, у селищі мешкало 9549 осіб у 4053 домогосподарствах у складі 2598 родин. Було 4530 помешкань
Расовий склад населення:
| - 92,2 % — білих - 1,0 % — чорних або афроамериканців - 0,8 % — азіатів - 0,3 % — корінних американців - 4,4 % — осіб інших рас |

До двох чи більше рас належало 1,3 %. Частка іспаномовних становила 8,9 % від усіх жителів.
За віковим діапазоном населення розподілялося таким чином: 17,7 % — особи молодші 18 років, 58,9 % — особи у віці 18—64 років, 23,4 % — особи у віці 65 років та старші. Медіана віку мешканця становила 47,9 року. На 100 осіб жіночої статі у селищі припадало 93,4 чоловіків;  на 100 жінок у віці від 18 років та старших — 91,4 чоловіків також старших 18 років.
Середній дохід на одне домашнє господарство  становив 51 195 доларів США (медіана — 38 047), а середній дохід на одну сім'ю — 61 378 доларів (медіана — 49 401). Медіана доходів становила 36 375 доларів для чоловіків та 32 161 долар для жінок. За межею бідності перебувало 18,9 % осіб, у тому числі 35,2 % дітей у віці до 18 років та 12,2 % осіб у віці 65 років та старших.
Цивільне працевлаштоване населення становило 3854 особи. Основні галузі зайнятості: освіта, охорона здоров'я та соціальна допомога — 24,6 %, роздрібна торгівля — 21,3 %, виробництво — 12,1 %, будівництво — 8,3 %.